# Amioidinae
Die Amioidinae sind eine artenarme Unterfamilie der Kardinalbarsche (Apogonidae). Beide Arten der Familie leben küstennah im tropischen Indopazifik. Amioides polyacanthus, die Typusart der Familie, kommt in Tiefen von 75 bis etwa 270 Metern von Ostafrika im Westen bis Japan im Norden und Vanuatu im Osten vor, Holapogon maximus wurde bisher in Tiefen von 38 bis 100 Metern bei den Andamanen und im Arabischen Meer nachgewiesen.

## Merkmale
Die beiden Arten gehören zu den größer werdenden Kardinalbarschen, erreichen Längen von 22 bis 25 cm und besitzen Kammschuppen. Wie fast alle Kardinalbarsche besitzen sie zwei deutlich voneinander getrennte Rückenflossen. Eine mögliche Synapomorphie, die das Schwestergruppenverhältnis der beiden Arten belegt, ist die Anordnung der Sinnesporen auf dem Schädel. Im übrigen zeigen die Amioidinae zahlreiche ursprüngliche Merkmale. Dazu gehört ein kleiner, aber sichtbarer achter Rückenflossenstachel, eine große Supramaxillare (ein Kieferknochen) (bei den Apogoninae ist sie schmal, bei den Arten der Unterfamilien Paxtoninae und Pseudaminae fehlt sie), viele Seitenlinienporen und freie Neuromasten auf den großen Seitenlinienschuppen, ein glatter Grat auf dem Präoperculum (dessen Ränder sind gesägt) und ein Schwanzflossenskelett mit drei Epuralia (längliche, freistehende Knochen), zwei Uroneuraliapaaren und fünf freien (nicht miteinander verwachsenen) Hypuralia, sowie stabartigen Rippen vom dritten bis zehnten Wirbel.
- Flossenformel: Dorsale 1 VII-VIII, Dorsale 2 I/9–10; Anale II/7–8, Caudale 15.
- Schuppenformel: SL 24–25.
- Wirbel 10+14. vertebrae10+14;
- Rippen 8.
- Epineuralia („oberen Gräten“) 8.

Ob die Fische Maulbrüter sind, wie die übrigen Kardinalbarsche ist bisher unbekannt.